# Глобуреу
Глобуреу (рум. Globurău) — село у повіті Караш-Северін в Румунії. Входить до складу комуни Мехадія.
Село розташоване на відстані 301 км на захід від Бухареста, 49 км на південний схід від Решиці, 122 км на південний схід від Тімішоари, 136 км на північний захід від Крайови.

## Населення
За даними перепису населення 2002 року у селі проживали 284 особи, з них 283 особи (99,6%) румунів. Рідною мовою 283 особи (99,6%) назвали румунську.